# Maxime De Bie
Maxime De Bie (13 december 2000) is een Belgisch voetballer die speelt bij Lierse Kempenzonen.
Vanaf 2020 werd hij door Helmond Sport van KV Mechelen gehuurd voor twee seizoenen.

## Carrière
Maxime De Bie speelde in de jeugd van Koninklijke Lyra TSV, Lierse SK en KV Mechelen. Sinds 2017 speelt hij in de reserves van Mechelen. Hij zat voor het eerst in de selectie van het eerste elftal op 22 april 2017, in de met 1-0 gewonnen thuiswedstrijd tegen Standard Luik. Door de jaren heen zat hij nog enkele keren op de bank, maar tot een debuut voor Mechelen kwam het nooit. In het seizoen 2020/21 wordt hij verhuurd aan Helmond Sport. De Bie maakte zijn debuut in het betaald voetbal op 29 augustus 2020, in de met 1-2 gewonnen uitwedstrijd tegen TOP Oss. Hij kwam in de 83e minuut in het veld voor Lance Duijvestijn.

### Statistieken
| Seizoen                       | Club               | Land           | Competitie      | Competitie | Competitie | Beker | Beker | Totaal | Totaal |
| Seizoen                       | Club               | Land           | Competitie      | Wed.       | Dlp.       | Wed.  | Dlp.  | Wed.   | Dlp.   |
| ----------------------------- | ------------------ | -------------- | --------------- | ---------- | ---------- | ----- | ----- | ------ | ------ |
| 2016/17                       | KV Mechelen        | België         | Eerste klasse A | 0          | 0          | 0     | 0     | 0      | 0      |
| 2017/18                       | KV Mechelen        | België         | Eerste klasse A | 0          | 0          | 0     | 0     | 0      | 0      |
| 2018/19                       | KV Mechelen        | België         | Eerste klasse B | 0          | 0          | 0     | 0     | 0      | 0      |
| 2019/20                       | KV Mechelen        | België         | Eerste klasse A | 0          | 0          | 0     | 0     | 0      | 0      |
| 2020/21                       | KV Mechelen        | België         | Eerste klasse A | 0          | 0          | 0     | 0     | 0      | 0      |
| 2020/21                       | → Helmond Sport    | Nederland      | Eerste divisie  | 20         | 1          | 1     | 0     | 21     | 1      |
| 2021/22                       | → Helmond Sport    | Nederland      | Eerste divisie  | 27         | 0          | 1     | 0     | 28     | 0      |
| 2022/23                       | Lierse Kempenzonen | België         | Eerste klasse B | 1          | 0          | 1     | 0     | 2      | 0      |
| Carrièretotaal                | Carrièretotaal     | Carrièretotaal | Carrièretotaal  | 48         | 1          | 3     | 0     | 51     | 1      |
| Bijgewerkt op 16 oktober 2022 |                    |                |                 |            |            |       |       |        |        |